# Лемешевицька сільська рада
Лемешевицька сільська́ ра́да (біл. Лемяшэвіцкі сельсавет) — колишня адміністративно-територіальна одиниця у складі Пінського району Берестейської області Білорусі. Адміністративним центром було село Лемешевичі.

## Історія
Сільська рада ліквідована 17 вересня 2013 року, територія та населені пункти увійшли до складу Лопатинської сільської ради.

## Склад
Населені пункти, що підпорядковувалися сільській раді станом на 2009 рік:
| Населений пункт | Тип  | Населення, осіб (2009) |
| --------------- | ---- | ---------------------- |
| Болгари         | село | 30                     |
| Курадово        | село | 16                     |
| Лемешевичі      | село | 355                    |
| Теребень        | село | 19                     |
| Тупчиці         | село | 20                     |
| Христиболовичі  | село | 18                     |
| Чорново-1       | село | 44                     |
| Чорново-2       | село | 12                     |

## Населення
За переписом населення Білорусі 2009 року чисельність населення сільської ради становила 514 осіб.

### Національність
Розподіл населення за рідною національністю за даними перепису 2009 року:
| Національність            | Осіб | Відсоток |
| ------------------------- | ---- | -------- |
| білоруси                  | 484  | 94,16 %  |
| українці                  | 19   | 3,70 %   |
| росіяни                   | 9    | 1,75 %   |
| чеченці                   | 1    | 0,19 %   |
| національність не вказана | 1    | 0,19 %   |
| Разом                     | 514  | 100 %    |